# Šolska impro liga
Šolska impro liga (ŠILA) je program improvizacijskega gledališča za mlade, ki poteka pod okriljem društva IMPRO in deluje nepretrgoma od leta 1997. ŠILA je usmerjena v izobraževanje, druženje in gledališko udejstvovanje mladih.

## Šolska impro liga
ŠILA je tekmovanje slovenskih srednješolskih skupin v gledališkh improvizacijah. V okviru projekta se mladi seznanijo z osnovami odrske umetnosti preko delavnic in izobraževanj z domačimi in tujimi mentorji. Mladi imajo možnost sodelovati pri treh različnih izvedbah:
- ŠILA - Šolska impro liga
- ŠILA Valilnica
- MIŠ - Mala impro šola

## Koncept
ŠILA je kombinacija improvizirane gledališke predstave in športnega tekmovanja: dve ali več skupin mladih gledaliških improvizatorjev se pred občinstvom in dvema sodnikoma pomerita v izvedbi krajših prizorov oz. t.i. disciplinah, ki so časovno omejene. Občinstvo določi temo oz. drugo prvino prizora, skupina improvizatorjev pa odigra prizor v določenem času. Občinstvo s ploskanjem oceni všečnost prizora od 1 do 5, svojo oceno pa podata tudi sodnika.
Tekmovanje poteka čez šolsko leto po turnirskem sistemu na izpadanje s predtekmovalnim delom: v predtekmovalnem delu se vsaka skupina enkrat pomeri z ostalimi nasprotniki. Ponavadi se dve najboljši skupini uvrstita v nadaljnji del tekmovanja, kjer pa potekajo izločilni boji do končnega zmagovalca za določeno sezono oz. šolsko leto.
Pri projektu vsako leto sodeluje okoli 350 srednješolk in srednješolcev. Cilj ŠILE je ponuditi mladini sproščeno in zanimivo dejavnost, s katero bodo ustvarjalno preživljali prosti čas.